# Средние широты
Средние широты — пространственная область на Земле, расположенная между тропиком Рака (23°26'22") и Северным полярным кругом (66°33'39") и тропиком Козерога (-23°26'22") и Антарктическим кругом (-66°33'39"). Они включают субтропический и умеренный пояса Земли, которые находятся между двумя тропиками и полярными кругами. В этой зоне обычно располагаются погодные фронты и внетропические циклоны, а также иногда тропические или субтропические циклоны, которые перемещаются из районов своего формирования ближе к экватору.

Карта мира со средними широтами, выделенными красным цветом

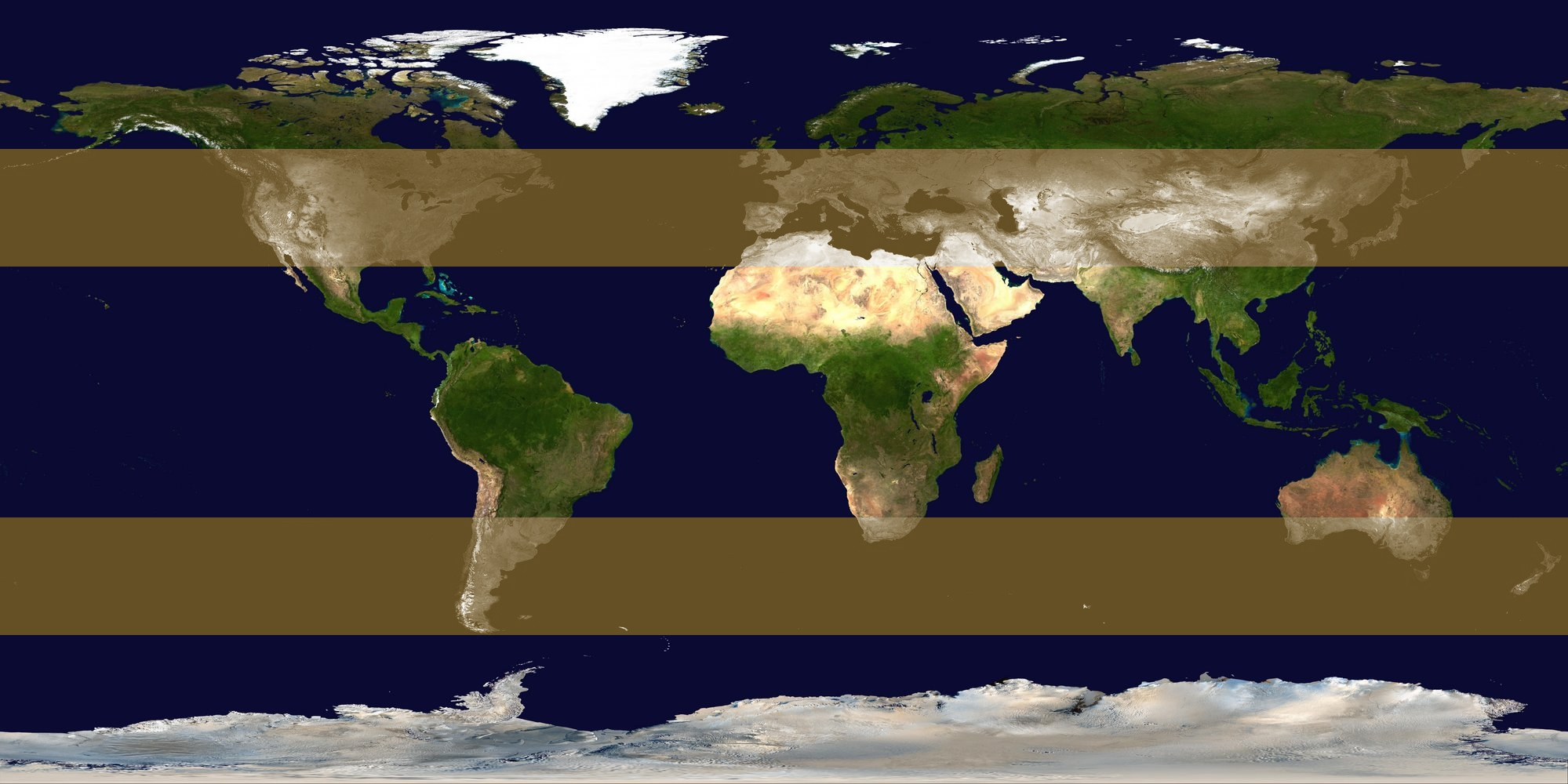
Районы формирования внетропических циклонов

Преобладающие ветры в средних широтах часто бывают очень сильными. В этих частях света также наблюдается большое разнообразие быстро меняющейся погоды, поскольку холодные воздушные массы с полюсов и теплые воздушные массы из тропиков постоянно сталкиваются друг с другом, иногда сменяя друг друга в течение нескольких часов, особенно в ревущие сороковые (широты между 40° и 50° в обоих полушариях), хотя ветры в северном полушарии не такие сильные, как в южном, из-за больших массивов Северной Америки, Европы и Азии.
Существует пять типов климата средних широт: средиземноморский, влажный субтропический, морского западного побережья, влажный континентальный и субарктический.